# 若望十一世
教宗若望十一世（拉丁語：Ioannes PP. XI；910年—935年）天主教会第125代教宗。本名不詳，於931年3月至935年12月岀任教宗。
他是斯波莱托和马罗齐亚的阿尔贝里克一世的儿子。根据 Liutplant 和 Liber Pontificalis 的说法，约翰十一世是教皇色尔爵三世的儿子。在教宗最受压迫的时候，正是若望十一世的时代。当时他给了克吕尼修道院许多特权，从而引发了后来的教会改革运动。

## 譯名列表
- 若望十一世：天主教香港教區禮儀委員會：禧年專頁 （页面存档备份，存于）、香港天主教教區檔案　歷任教宗、《大英簡明百科知識庫》2005年版、國立編譯舘作若望。
- 约翰十一世：《世界人名翻譯大辭典》1993年版作約翰。